# Muho Asllani
Muho Asllani (ur. 17 października 1937 we wsi Bërdicë k. Szkodry) – albański polityk, wiceminister rolnictwa w latach 1976–1979, członek Biura Politycznego Albańskiej Partii Pracy w latach 1981–1990.

## Życiorys
Pochodził z biednej rodziny wiejskiej. W 1958 ukończył technikum rolnicze w Lushnji i podjął pracę brygadzisty w spółdzielni produkcyjnej. Po odbyciu służby wojskowej w wojskach ochrony granic (1958-1959), w latach 1961–1964 odbył studia agronomiczne w Instytucie Rolniczym (obecnie: Uniwersytet Rolniczy w Tiranie). W 1968 wystąpił na V Zjeździe Albańskiej Partii Pracy jako student Szkoły Partyjnej im. Lenina w Tiranie. Zjazd odbywał się w okresie zaostrzenia polityki represyjnej państwa, co sprzyjało włączaniu do kierownictwa partyjnego przedstawicieli młodego pokolenia. Na tym samym zjeździe Asllani został wybrany członkiem Komitetu Centralnego partii, choć wcześniej nie odbył stażu kandydackiego. W 1969 rozpoczął pracę jako sekretarz partii w Szkodrze, ale wkrótce został zastąpiony na tym stanowisku przez Prokopa Murrę. 3 stycznia 1974 objął stanowisko pierwszego sekretarza partii w okręgu Mat, a następnie w okręgu Kukës.
W maju 1976 powrócił do Tirany, gdzie objął stanowisko wiceministra rolnictwa, które sprawował do marca 1979. W lutym 1979 został skierowany do Szkodry, gdzie miał pokierować odbudową miasta po tragicznym trzęsieniu ziemi, które spustoszyło północną Albanię.
Na VIII Zjeździe Albańskiej Partii Pracy w listopadzie 1981 Asllani został wybrany członkiem Biura Politycznego partii, osiągając szczyt swojej kariery politycznej. W grudniu 1990, decyzją Ramiza Alii został usunięty z tego gremium, wraz z Lenką Çuko, Simonem Stefanim i Foto Çamim.
Mandat deputowanego do Zgromadzenia Ludowego (Kuvendi Popullor) uzyskał po raz pierwszy w 1982. Funkcję tę sprawował także w dwóch kolejnych legislaturach. 11 lipca 1990 został wysłany przez władze komunistyczne wraz z Lenką Cuko do Kavai, gdzie doszło do protestów społecznych, ale misja zakończyła się niepowodzeniem.
W 1993 stanął przed sądem w Tiranie oskarżony w jednym z procesów dekomunizacyjnych. Asllani, podobnie jak dziewięciu innych wysokich funkcjonariuszy państwa komunistycznego został oskarżony o nadużycie władzy i nadużycia finansowe i skazany na karę pięciu lat więzienia. W 1996 ponownie stanął przed sądem, oskarżony o zbrodnie przeciwko ludzkości. Tym razem otrzymał wyrok dożywotniego pozbawienia wolności. Karę odbywał w więzieniu 313 w Tiranie. Po wydarzeniach 1997 opuścił więzienie, a następnie skorzystał z dobrodziejstwa amnestii.
Asllani związał się ze zreorganizowaną Partią Pracy (Partia e Punës e Rinovuar), która powstała w latach 90., wchodząc w skład jej władz. W 2007 kandydował na stanowisko burmistrza Durrësu, ale przegrał w wyborach z politykiem Socjalistycznej Partii Albanii – Vangjushem Dako. Z partii Asllani został wydalony w maju 2013, po tym, jak wyraził sprzeciw wobec poparcia udzielonego przez partię środowisku albańskich homoseksualistów.
W 2015, wraz z innymi funkcjonariuszami partii komunistycznej został pozbawiony odznaczeń, które zostały mu wcześniej przyznane.